# 1035
1035. је била проста година.

## Догађаји
- 12. новембар — Краљ Кнут Велики умире, остављајући енглески престо у спору између његових синова Хартакнута и Харолда. Ерлови Нортамбрије и Мерше подржавају Харолда, док Годвин од Весекса подржава Хартакнута. Харолд је изабран за регента (или заједничког владара) Енглеске.
- Википедија:Непознат датум — Владавина арапске династије Абадида у Севиљи у данашњој Шпанији (од 1023. до 1091).
- Википедија:Непознат датум — Дукљански кнез Стефан Војислав је 1035. године подигао устанак против Византије.

## Смрти

### Јануар
- 30. мај — Балдуин IV Фландријски, гроф Фландрије

### Новембар
- 12. новембар — Кнут Велики, краљ Данске, Норвешке и Енглеске